# 대구 안일사 목조석가여래좌상
대구 안일사 목조석가여래좌상(大邱 安逸寺 木造釋迦如來坐像)은 대구광역시 남구 대명동, 안일사 대웅전에 봉안되어 있는 조선시대의 불상이다. 2015년 5월 11일 대구광역시의 유형문화재 제71호로 지정되었다.

## 개요
안일사 대웅전에 봉안되어 있는 이 불상은 목조석가여래좌상으로 보존상태가 양호하고, 상호나 착의법 등에서 17세기 후반 목조불상의 특징을 잘 보여 주고 있다. 복장유물 중 석가모니불조성기(釋迦牟尼佛造成記)에 의하면 조각승 탁밀(卓密), 보웅(普雄) 등에 의하여 강희33년(1694)에 조성되었음을 알 수 있다. 또한 복장에서 같이 나온 개금불사모연기(改金佛事募緣記)에는 이 불상이 1955년으로부터 262년 전에 조성되어 의성군 대곡사(大谷寺)에 안치되었으나 1954년에 현위치로 이안되어 이듬해에 개금불사가 이루어졌다고 기록되어 있다. 이 불상은 조각승, 제작연대를 알 수 있어 조선시대 불상 조성의 흐름과 불상 연구에 중요한 자료적 가치가 있다. 다만 양손은 조성 당시의 것이 망실되어 최근에 복원된 것으로 추정된다.

## 참고 자료
- 대구 안일사 목조석가여래좌상 - 국가유산청 국가유산포털